# Plantenschepje

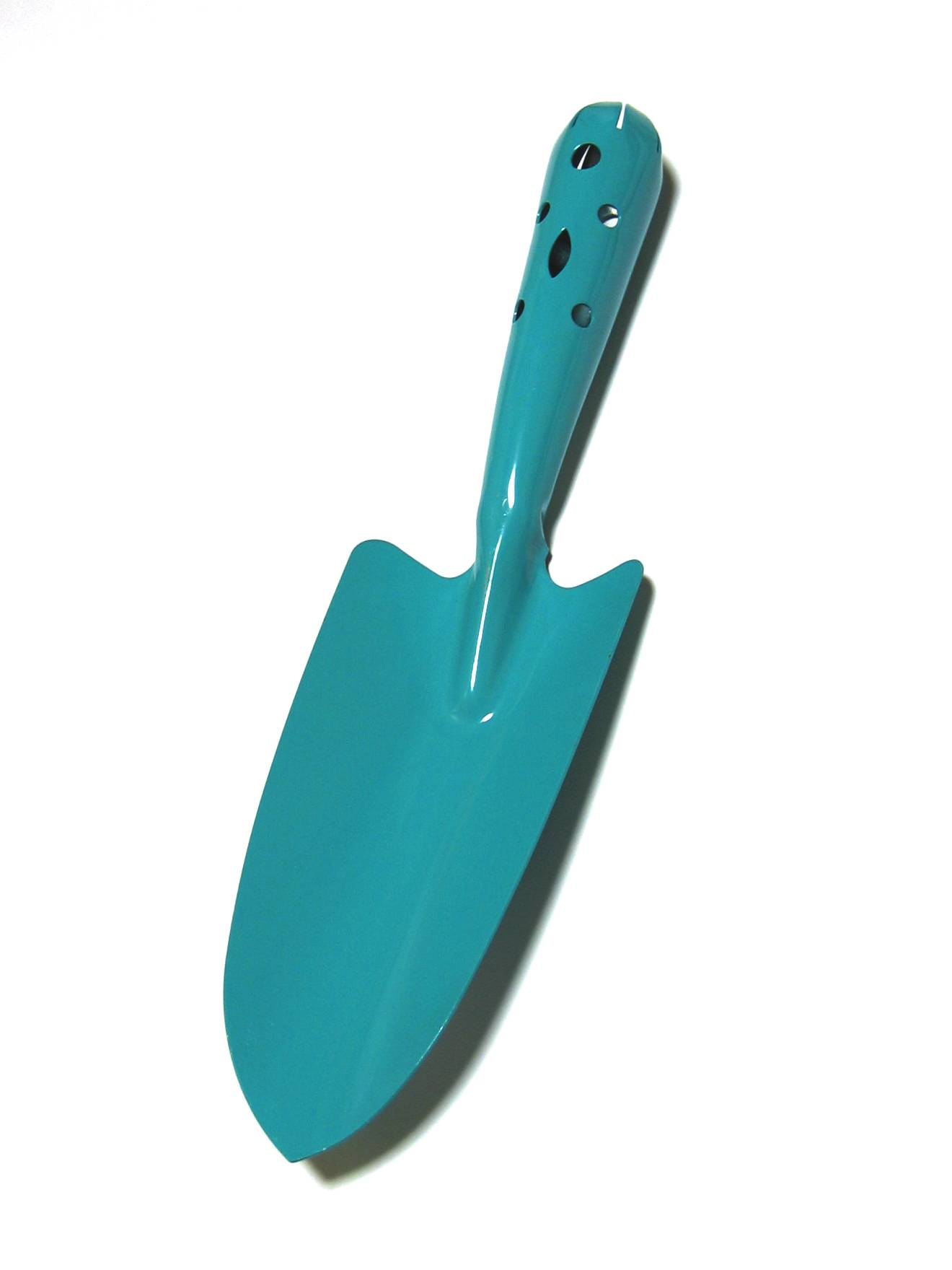
Plantenschepje

Een plantenschepje is een tuingereedschap om planten te (ver)planten die in een tuin, bloemenbakken of bloempotten staan.
Het (ver)planten gebeurt met kleinere planten, zoals eenjarigen, tweejarigen, vaste planten en bollen. Vaak is er ook een bijpassend harkje bij het schepje (een veelvoorkomend setje is  van metaal en is oranje).
Voor kinderen blijkt dit ook een populair schepje voor de zandbak. Ook wordt het schepje wel gebruikt voor het opruimen van uitwerpselen van huisdieren.